# Hanafieten
Het hanafisme is binnen de soennitische islam een van de vier soennitische scholen (madhhabs) ten aanzien van de godsdienstige wet, de fikh.
Van de vier rechtsscholen binnen de soennitische islam is het hanafisme de grootste. Het wordt wereldwijd gevolgd door ongeveer 45% van moslims. De drie andere Soennitische scholen zijn het sjafisme, malikisme en hanbalisme.
Het hanafisme is overheersend onder soennitische moslims in Afghanistan, Pakistan, Noord-India, Bangladesh, Iran, Noord-Egypte (waar de invloed van Ottomanen het sterkst was), Turkije, onder de moslimgemeenschappen van de Balkan (Albanië, Bosnië, Kosovo enz.), Centraal-Azië (Oezbekistan, Turkmenistan enz.), Xinjiang, de moslims van Rusland en Oekraïne (Tataren en Turken). De in Europa levende moslims zijn overwegend hanafiet.
Het naast elkaar bestaan van vier verschillende scholen met betrekking tot de interpretatie van godsdienstige wetten binnen de soennitische islam moet niet als een schisma worden gezien. Er bestaat tussen de verschillende madhhabs weinig tot geen vijandigheid. Er is een kruisbestuiving van ideeën en debat dat ertoe dient de leerstellingen van iedere school te verfijnen.
Het is niet ongewoon of verboden, dat een individu die een bepaalde school volgt in een bepaalde kwestie het standpunt van een andere school inneemt in een situatie van noodzaak. 